# Royaume de Kashi
Pour les articles homonymes, voir Kashi (homonymie).

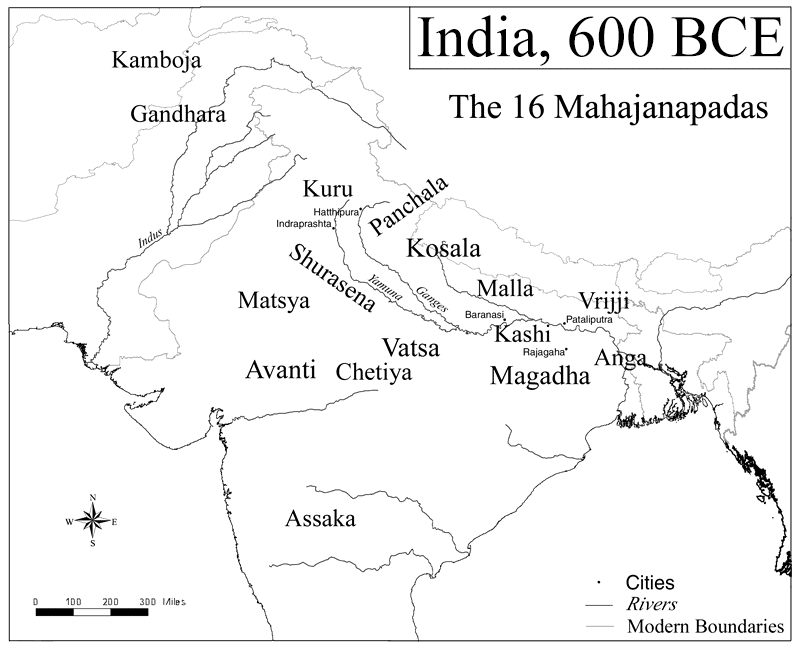
Les seize Mahâ-Janapadas au av. J.-C.

Le Royaume de Kashi est un état indépendant jusqu'en 1194. Il est devenu la Principauté de Bénarès en 1740, un territoire britannique en 1775 et un état en 1911. C'est le site de Ramnagar Fort et son musée, qui sont les dépositaires de l'histoire des rois de Varanasi et, depuis le XVIIIe siècle, a été la maison du Kashi Naresh. [1] Même aujourd'hui, le Kashi Naresh est profondément vénéré par les habitants de Varanasi. [1] C'est un chef religieux et le peuple de Varanasi le considère comme une incarnation de Shiva. [1] Il est aussi le chef culturel et un élément essentiel de toutes les célébrations religieuses. [1] la famille régnante prétend descendre du dieu Shiva et bénéficie grandement de pèlerinage à Bénarès.